# Liste ukrainischer Metalbands
Die Liste ukrainischer Metalbands zählt namhafte ukrainische Musikgruppen aus dem Genre Metal auf. Hard-Rock-Bands werden nur in die Liste aufgenommen, insofern sie auch Metal spielen. Zur Aufnahme in die Liste muss Wikipediarelevanz vorhanden sein.

## Liste
| Name                    | Gründung   | Auflösung      | Herkunft    | Genre(s)                                                 | Anmerkungen |
| ----------------------- | ---------- | -------------- | ----------- | -------------------------------------------------------- | ----------- |
| 1914                    | 2014       |                | Lemberg     | Death Metal, Doom Metal                                  |             |
| Black Wings             | 2007       |                | Dnipro      | Funeral Doom                                             |             |
| Crusher                 | 2007       |                | Kiew        | Thrash Metal                                             |             |
| Drudkh                  | 2003       |                |             | Pagan Metal, Blackgaze                                   |             |
| Fretting Obscurity      | 2018       |                | Kiew        | Death Doom, Funeral Doom                                 |             |
| Hate Forest             | 1995, 2019 | 2006           | Charkiw     | Black Metal                                              |             |
| Holy Blood              | 1999       |                | Kiew        | Folk Metal, Unblack Metal                                |             |
| I Miss My Death         | 2007       |                | Kiew        | Symphonic Metal                                          |             |
| Jinjer                  | 2009       |                | Donezk      | Metalcore, Djent, Death Metal, Groove Metal              |             |
| Koloss                  | 2011       |                | Dnipro      | Funeral Doom                                             |             |
| Lucifugum               | 1995       |                | Schitomir   | Black Metal                                              |             |
| Luna                    | 2013       |                | Kiew        | Death Doom, Funeral Doom, Instrumentalmusik              |             |
| Make Me Famous          | 2010       | 2012           | Donezk      | Metalcore, Post-Hardcore, Trancecore                     |             |
| MDP                     | 2007       |                |             | Funeral Doom                                             |             |
| Mental Torment          | 2009, 2019 | 2015           | Kiew        | Death Doom, Funeral Doom                                 |             |
| Mortuary                | 1996, 2003 | 1999, ca. 2006 | Chmelnyzkyj | Death Doom, Progressive Death Metal                      |             |
| Narrow House            | 2009       |                | Kiew        | Funeral Doom, Gothic Metal                               |             |
| Nokturnal Mortum        | 1991       |                | Charkiw     | NSBM, Pagan Metal                                        |             |
| Semargl                 | 1997       |                | Kiew        | Black Metal, Death Metal, Nu Metal, Glam Metal           |             |
| Somali Yacht Club       | 2010       |                | Lemberg     | Stoner Rock, Psychedelic Rock, Post-Metal                |             |
| Somnolent               | 2006       |                | Odessa      | Funeral Doom, Post-Metal                                 |             |
| Symphonian              | 2008       | 2011           | Chmelnyzkyj | Gothic Metal                                             |             |
| Stoned Jesus            | 2009       |                | Kiew        | Doom Metal, Stoner Rock, Sludge Metal, Progressive Metal |             |
| Torrens Conscientium    | 2009       |                | Simferopol  | Death Doom, Funeral Doom                                 |             |
| Umnea                   | 2015       |                | Donezk      | Drone Doom, Funeral Doom                                 |             |
| Until My Funerals Began | 2007       |                | Donezk      | Funeral Doom                                             |             |
| Vin de Mia Trix         | 2007       |                | Kiew        | Death Doom, Progressive Metal, Funeral Doom              |             |
| Zgard                   | 2010       |                | Truskawez   | Black Metal, Folk Metal, Pagan Metal                     |             |